# Juan Serrallés Colón
Juan Eugenio Serrallés Colón (Ponce, 1836 - 1921) fou un empresari porto-riqueny, fundador de la Hacienda Mercedita de Ponce, Puerto Rico, que es convertiria en la «Destilería Serrallés», productora del rom «Don Q».
Fill de Sebastià Serrallés, un català establert a Ponce a principis del segle xix i dedicat al sector de la canya de sucre; i de Juana Còlon. Juan Serrallés Colón era el propietari de la «Hacienda Mercedita» així com les veïnes «Hacienda Fe» i «Hacienda Laurel».
Va créixer a Ponce i es va educar a Espanya. Quan va retornar a l'illa, va dirigir la seva hisenda. El 1865, va importar una destil·ladora que va adquirir a França amb la que va produir el seus primers barrils de rom. Va anomenar el rom Don Q en honor d'El Quixot que es va fer popular a Puerto Rico.
El 1903, va instal·lar la primera destil·leria continua de Puerto Rico. Va morir el 1921 just quan la producció de rom fou aturada a causa de la Llei seca dels Estats Units d'Amèrica de la dècada de 1920. La seva família va continuar amb el negoci del sucre però també van començar a produir alcohol mèdic en comptes del prohibit rom, anomenat Alcoholado Superior 70.

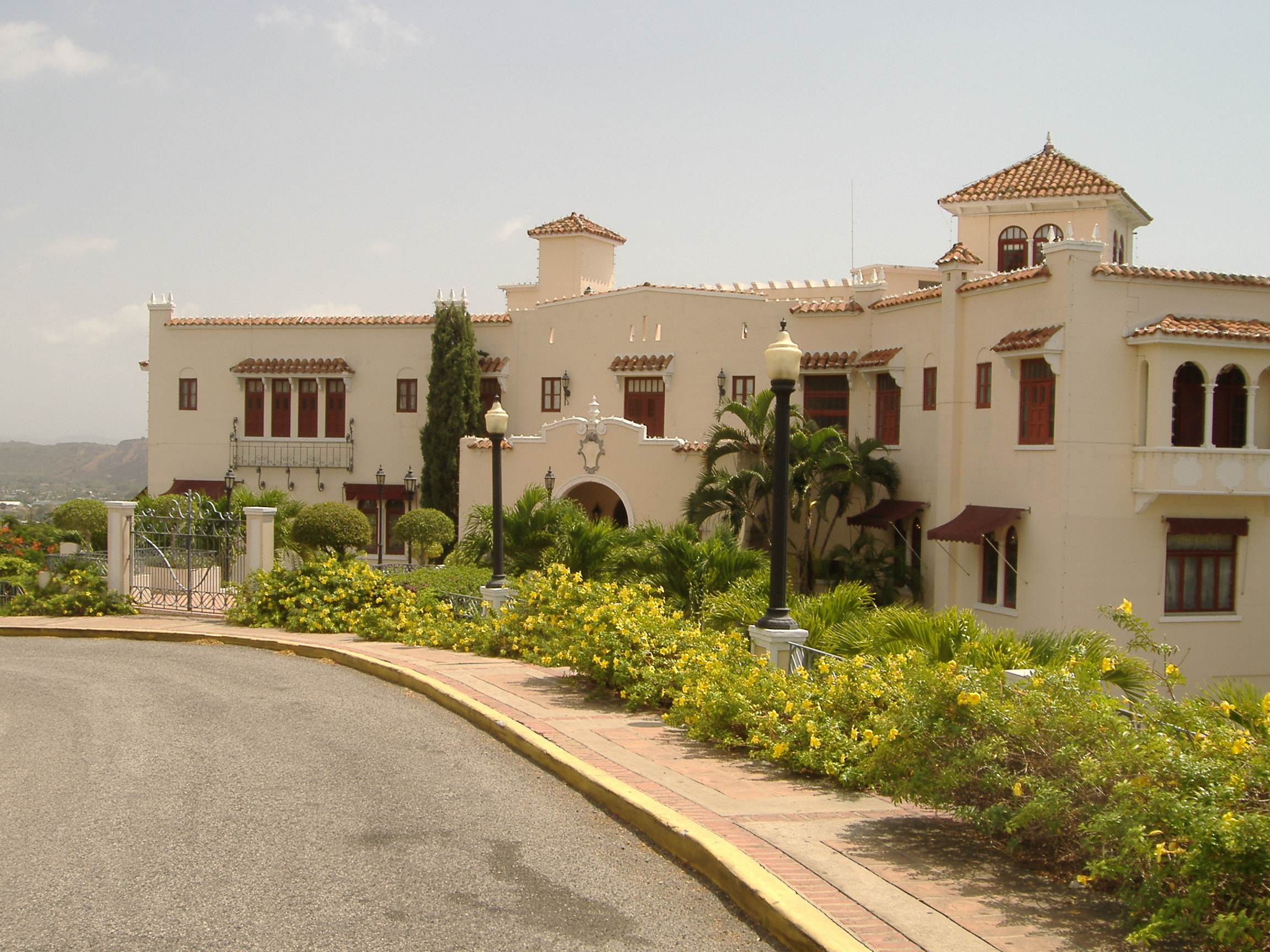
El Castell Serralles va ser construït pel seu fill Juan Eugenio Serralles Perez en els anys 1930

Juan Serrallés Colón es va casar amb Mercedes Perez (Ponce, 1845-1922). Van tenir tres fills i dues filles. El seu fill gran, Juan Eugenio Serrallés Perez, esdevenia el cap del negocis familiars després de la mort del seu pare el 1921.